# Dorcacerus barbatus
Dorcacerus barbatus é uma espécie de besouro popularmente chamado serra-pau, única espécie do gênero Dorcacerus, da família Cerambycidae.

## Distribuição
Sua ocorrência foi registrada na Argentina, Belize, Bolívia, Brasil, Colômbia, Costa Rica, El Salvador, Equador, Guatemala, Guiana, Guiana Francesa, Honduras, México, Nicarágua, Panamá, Paraguai, Peru e Suriname.

## Descrição

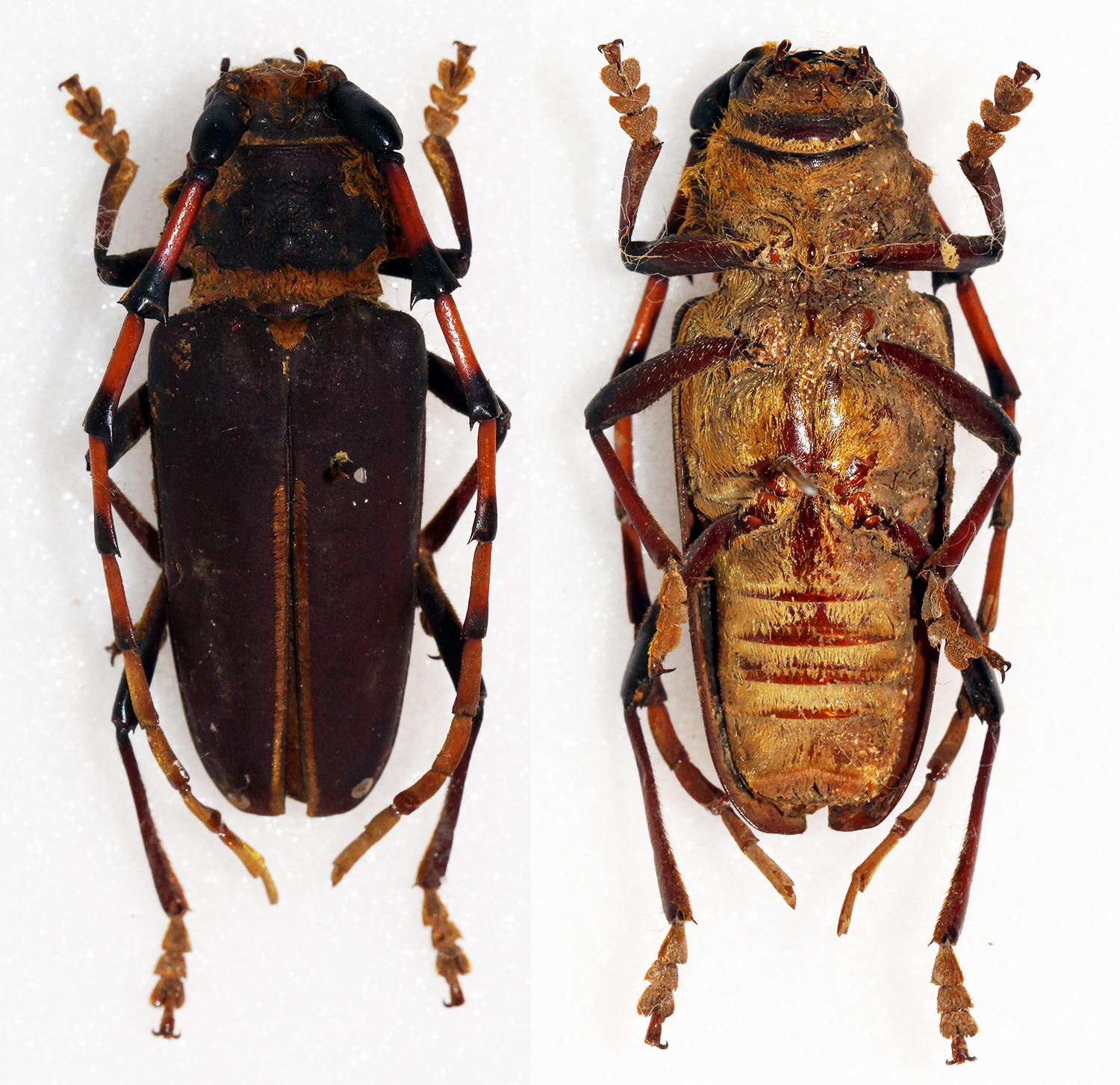
Exemplar de museu, lados superior e inferior.

O inseto adulto atinge cerca de 30 mm, cor predominante marrom, e possui tufos amarelos nas inserções das antenas; também de cor amarela são as laterais internas dos élitros, os pés e as peças bucais.
O ciclo vital dura cerca de um ano.

## Incidência
No Brasil, em estudo levantado em pomar de jabuticabeiras, sua maior incidência ocorre entre outubro e dezembro, com pico em novembro, como resultado direto da maior incidência pluviométrica.
As suas larvas atacam os ramos da planta, que acabam por secar, abrindo galerias que podem ao fim provocar a morte do hospedeiro, sendo por isso chamados de coleobroca. Além da jabuticabeira, foi ainda identificado no ataque a goiabeira e cajueiro (as folhas novas, ricas em antocianinas), entre muitas outras espécies vegetais.
Alimenta-se de Prosopis flexuosa (Leguminosae) e da espécie invasora Lantana camara (Verbenaceae) da qual é considerada um potencial agente de biocontrole.

## Sinonímia
Possui os seguintes sinônimos:
- Cerambix barbatus (Olivier, 1790); (Olivier, 1795)
- Cerambyx (e Dorcadocerus) barbatus (Germar, 1824)
- Dorcadocerus barbatus (Andrade, 1928)
- Doreadocerus barbatus (Wille, 1925)
- Trachyderes auricomus (Germar, 1821)